# Chaeteessidae
Famille
Les Chaeteessidae sont une famille d'insectes, sous-classe des Pterygota, super-ordre des Orthopteroidae, ordre des Mantodea.